# Jivanmukta
Jivanmukta (termo Sânscrito das raízes jiva e mukti) é um conceito utilizado em toda a filosofia Hindu. A palavra significa  'aquele que foi libertado enquanto vivo'.  A última meta do Hinduísmo é a libertação do ciclo de nascimentos e mortes. Esta libertação é tecnicamente chamada de 'moksha'. Em todas as escolas de filosofia Hindu exceto a advaita, Libertação é necessária mesmo após a morte do corpo. Mas a escola advaita de Shankara, considera que o homem já esta liberto, sua alma já esta livre, ele tem apenas que realizar-se nela (descobri-la). Desta forma aquelas almas que tiveram esta realização, são chamadas de jivanmuktas, embora eles sejam extremamente raras. 

## Exemplos de jivanmuktas
Sadashiva brahman, Ramana Maharshi, Chandrashekhara Bharati, Chandrashekarendra Saraswati são exemplos de jivanmuktas.

Nas tradições sramanic os jivanmukta, são chamados de arhat.